# (625) Xenia
(625) Xenia ist ein Asteroid des Hauptgürtels, der am 11. Februar 1907 vom deutschen Astronomen August Kopff in Heidelberg entdeckt wurde. 
Die Herkunft des Namens ist unbekannt.

## Trivia
Der Name des Asteroiden wurde 1945 verwendet für die Taufe des US-amerikanischen Angriffsfrachtschiffs (Attack Cargo Ship) der Artemis-Klasse USS Xenia (AKA-51).